# Hurrikan Lili (2002)
Hurrikan Lili war der zwölfte benannte Sturm, der vierte Hurrikan und der zweite schwere Hurrikan der atlantischen Hurrikansaison 2002 und deren folgenschwerster Sturm hinsichtlich sowohl der verursachten Sachschäden als auch Anbetracht der Zahl der Personen, die durch die Einwirkungen des Sturmes ihr Leben verloren. Der Sturm entwickelte sich am 21. September im offenen Atlantik und zog westwärts, wo er Auswirkungen auf die Kleinen Antillen hatte, bevor er sich über der Karibischen See zunächst auflöste, da er südlich von Kuba vertikaler Windscherung ausgesetzt war. Weiter nordwestwärts ziehend regenerierte sich das System und intensivierte sich zu einem Hurrikan der Kategorie 2 auf der Saffir-Simpson-Hurrikan-Windskala. Lili zog über den Westen Kubas hinweg und gelangte in den Golf von Mexiko, wo sich der Hurrikan im Verlauf des 2. Oktobers rapide intensivierte. Nachdem Lili am selben Nachmittag mit der Kategorie 4 zum schweren Hurrikan wurde, folgte eine Abschwächung und am nächsten Tag traf Lili als Kategorie-1-Hurrikan die Küste Louisianas. Der Sturm zog über das Festland der Vereinigten Staaten und löste sich am 6. Oktober auf.
Auf seinem Weg durch die Karibik verursachte der Wirbelsturm ausgedehnte Schäden, vor allem an der Ernte und an schlecht gebauten Behausungen. Auf den gebirgigen Inseln Haiti und Jamaika verursachte Lili Murenabgänge und Sturzfluten. In den Vereinigten Staaten angelangt schnitt der Sturm die Ölproduktion im Golf von Mexiko ab und fügte Teilen von Louisiana schwere Schäden zu, einschließlich der Inseln und Marschlandschaften im Süden des Bundesstaates. Insgesamt belief sich die Schadenssumme auf 860 Millionen US-Dollar und 15 Personen verloren sturmbedingt ihr Leben.

## Sturmverlauf

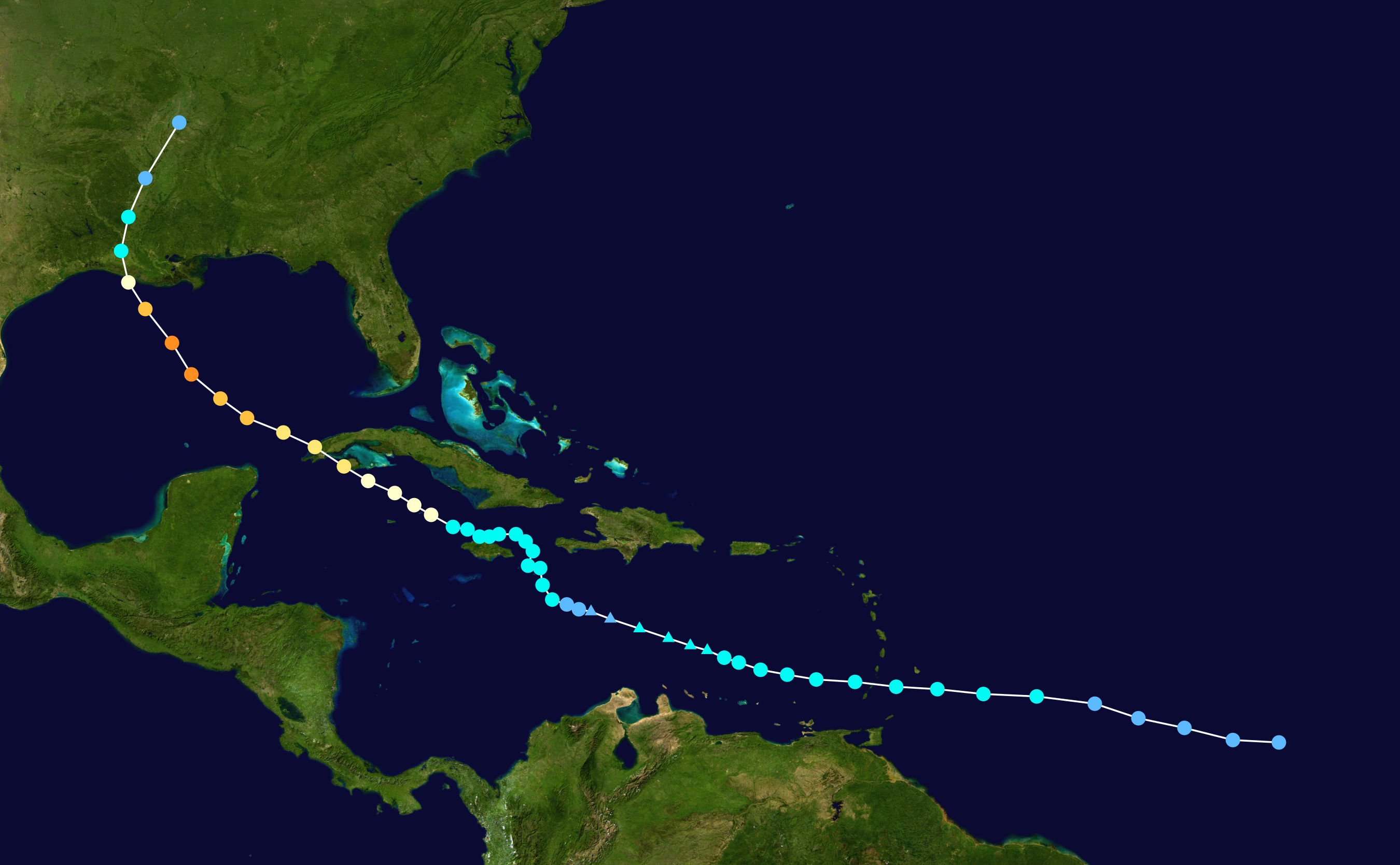
Zugbahn von Hurrikan Lili.

Eine tropische Welle löste sich von der westafrikanischen Küste am 16. September. Daraus entwickelte sich am 20. September etwa in der Mitte zwischen Afrika und der Karibik eine Tiefdruckstörung mit einer Zirkulation. Am nächsten Tag hatte das System sich so weit organisiert, um als tropisches Tiefdruckgebiet klassifiziert zu werden. Das Tiefdruckgebiet zog mit einer Vorwärtsgeschwindigkeit von mehr als 30 km/h westwärts und intensivierte sich während der Passage über die Kleinen Antillen zum Tropischen Sturm Lili. Der Wirbelsturm intensivierte sich auf seinem Weg durch die östliche Karibik und erreicht am Morgen des 24. September mit einer Spitzenwindgeschwindigkeit von 110 km/h zunächst seine größte Stärke. Dem Höhepunkt folgte unmittelbar eine abrupte Abschwächung und die maximalen andauernden Winde fielen im Tagesverlauf auf 65 km/h. Die plötzlich Abschwächung wurde auf südliche vertikale Windscherung zurückgeführt. Das System zerfiel am nächsten Morgen in eine offene tropische Welle und verblieb für fast zwei Tage in diesem Zustand.

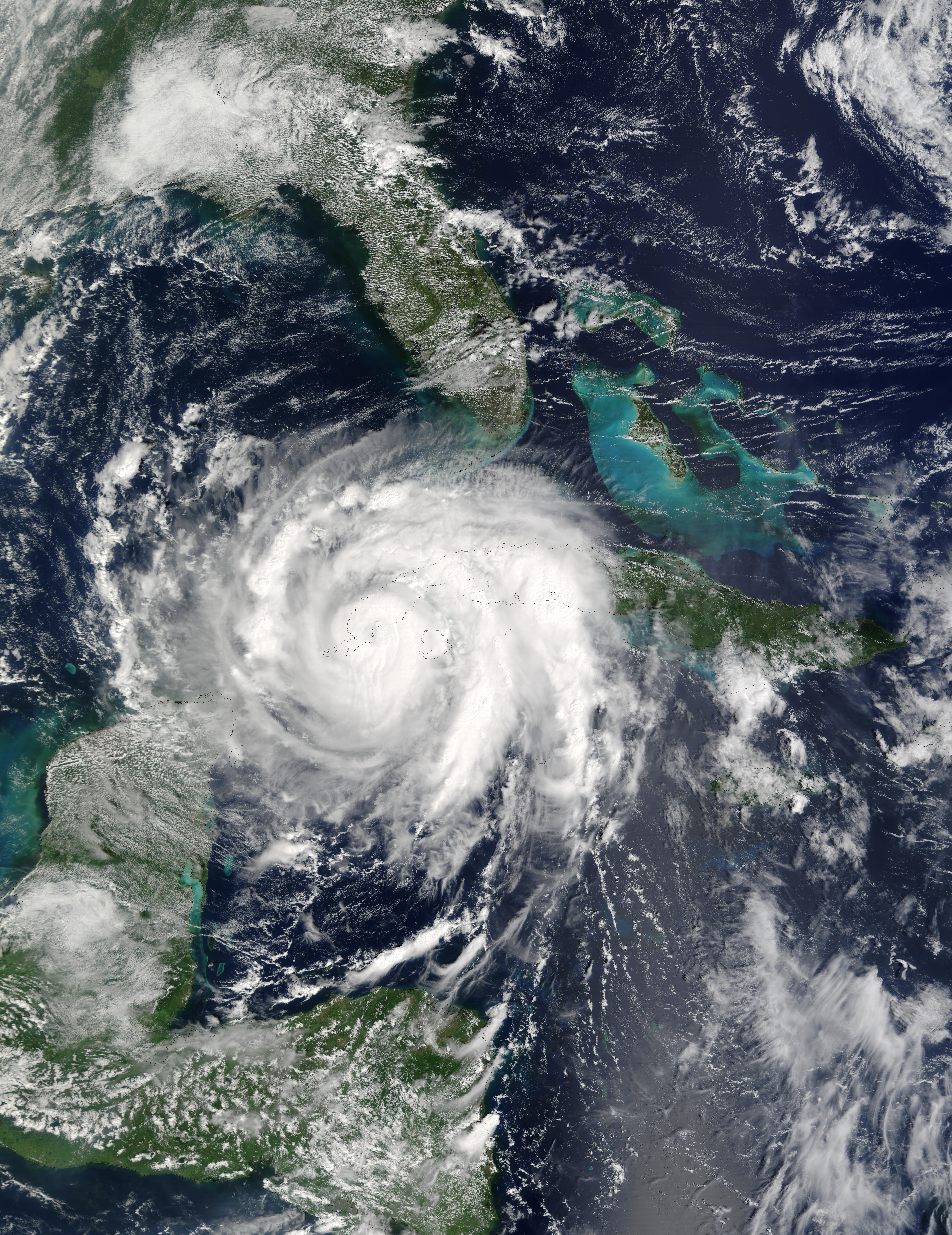
Hurrikan Lili bei Kuba

Lili regenerierte sich am Abend des 26. September in der Nähe von Jamaika und schlug bei der Intensivierung kontinuierlich einen mehr westnordwestlichen Kurs ein. Am 30. September wurde Lili ein Hurrikan, gerade als das System über die Kaimaninseln hinweggezogen war. Der Sturm intensivierte sich weiter, überquerte die Isla de la Juventud und zog bei Pinar del Río als ein Kategorie-2-Hurrikan über den Westen von Kuba. Lili gelangte im Tagesverlauf über das Wasser des Golfes von Mexiko, ohne bei der Passage über Land viel von ihrer Stärke verloren zu haben.
Das System dreht nach Nordwesten und beschleunigte. Es wurde am 2. Oktober zu einem schweren Hurrikan, etwa 590 km südsüdöstlich von New Orleans. Die Intensivierung setzte sich unterstützt durch die warme Wasseroberfläche im Golf von Mexiko und die gut organisierte Ausströmung fort. Lili erreichte die größte Intensität am Nachmittag des 2. Oktobers mit andauernden Windgeschwindigkeiten von 235 km/h als Hurrikan der Kategorie 4.
Der Hurrikan behielt diese Intensität nicht für lange Zeit bei. Am Vormittag des 3. Oktobers begann er sich schnell abzuschwächen und dieser Trend hielt an, bis Lili in der Nähe von Intracoastal City in Louisiana über Land gelangte. Er wurde verursacht durch vertikale Windscherung und kühleres Wasser direkt vor der Küste sowie durch das langsame Eindringen trockener Luft in seinem südwestlichen Quadranten. Zum Zeitpunkt des Auftreffens auf das Festland waren die andauernden Windgeschwindigkeiten auf 135 km/h zurückgegangen. Die Abschwächung war mit einem Kollaps der inneren Eyewall verbunden. Das System setzte seinen Weg landeinwärts fort, schlug einen Bogen nach Nord-Nordost und löste sich am 6. Oktober auf, als es in der Nähe der Staatsgrenze Arkansas/Tennessee von einem außertropischen System absorbiert wurde.

## Vorbereitungen

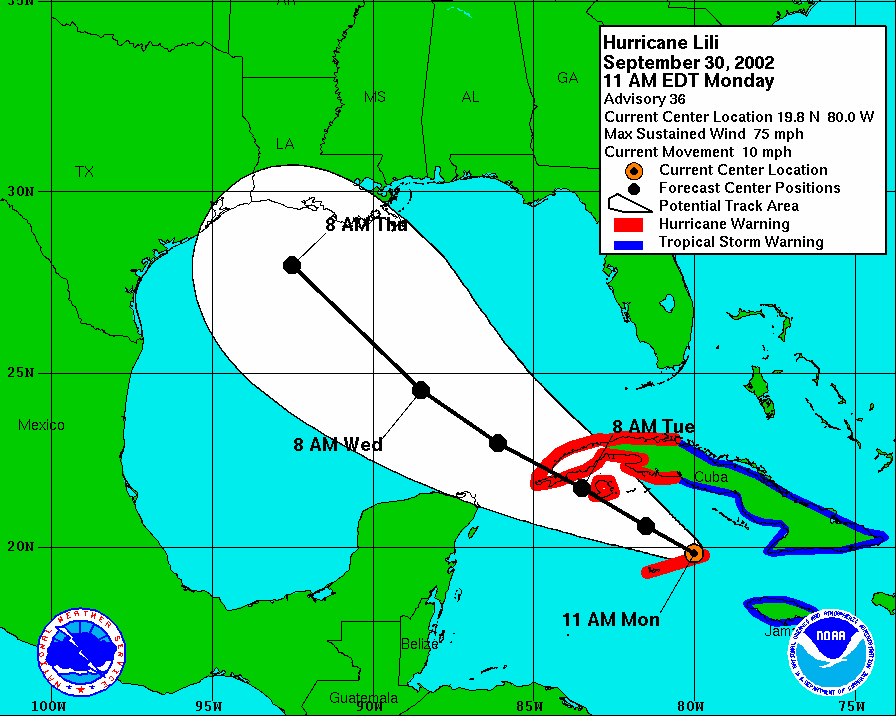
Zugbahnvorhersage des National Hurricane Centers vom 30. September 2002

Sturmvorwarnungen wurden am 22. September in Teilen der Kleinen Antillen ausgelöst, die am nächsten Nachmittag zu Sturmwarnungen erweitert wurden. Nachdem der Sturm durchgezogen war, wurden diese Warnungen spät am 23. September aufgehoben. Im Verlaufe der Woche bestanden für die Inseln Hispaniola, Jamaika, Kuba, die Kaimaninseln und die Halbinsel Yukatán zu verschiedenen Zeitpunkten gesonderte Sturmwarnungen. An der Golfküste wurden am 1. Oktober Sturm- und Hurrikanvorwarnungen ausgegeben, die am nächsten Morgen zu Warnungen hochgestuft wurde. Diese wurden aufgehoben, als der Sturm am 3. Oktober über Land gezogen war.
Weil der Wirbelsturm die Kleinen Antillen nur als schwacher tropischer Sturm traf, waren die Vorbereitungen dort minimal. Zweihundert Familien verließen ihre Häuser vor dem Sturm auf St. Vincent und den Grenadinen. In Jamaika wurden die Schulen und Hochschulen vor der Ankunft des Sturmes geschlossen und insgesamt 17 Notunterkünfte bereitgestellt.
Die Vorbereitungen auf Kuba waren umfassender. Insgesamt wurden vor dem Sturm 130.000 Kubaner evakuiert, vor allem im Westen der Insel. Die Führung der Guantanamo Bay Naval Base bereitete eine mögliche Evakuierung der Gefangenen in Camp Delta vor.

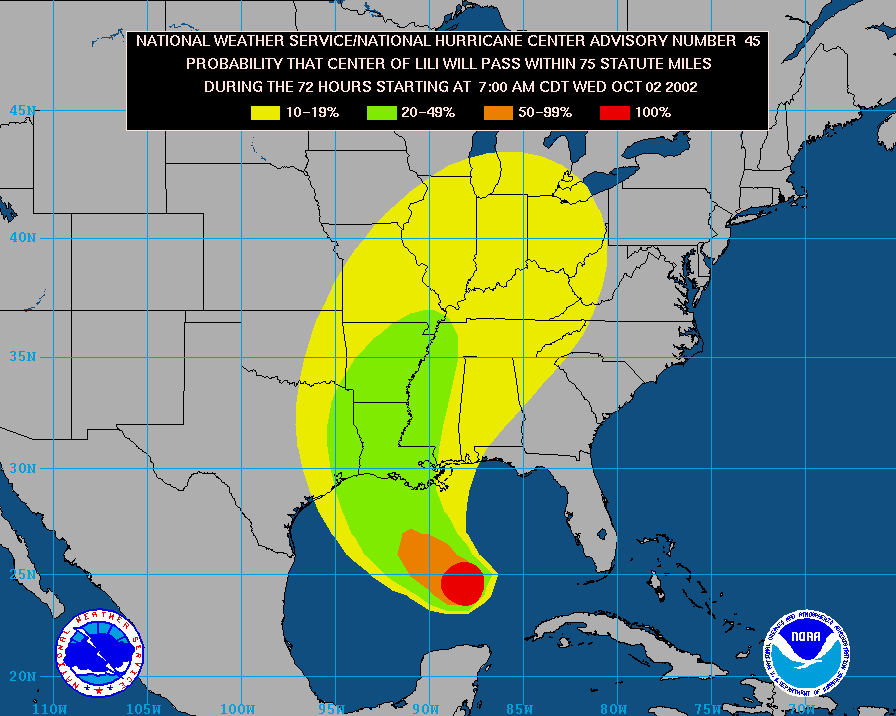
Treffer-Wahrscheinlichkeiten durch Lili, als sich der Hurrikan noch im südlichen Golf von Mexiko befand.

Die Maßnahmen, die man entlang der Golfküste vor dem Eintreffen des Hurrikans traf, wurden mit mehr Nachdruck betrieben, als vorhergesagt wurde, dass Lili in der Kategorie 4 auf die Küste treffen würde. Mehr als eine halbe Million Bewohner verließen ihre Häuser in Texas und Louisiana, einschließlich des gesamten Iberia Parishs. Die Evakuierung betraf 200.000 Einwohner in Louisiana. Über zweitausend Freiwillige richteten Aufnahmelager in Louisiana, Texas, Mississippi und Alabama ein. Mehr als 20.000 Personen blieben zunächst in diesen Notunterkünften. Durch das Rote Kreuz wurden mehr als 160.000 Mahlzeiten in das Gebiet gebracht. In Texas wurden etwa 3000 Häftling in Gefängnisse weiter im Landesinneren gebracht. Der Start der Raumfähre Atlantis wurde um fünf Tage verschoben, weil das Kennedy Space Center vom Hurrikan bedroht war. Es handelte sich um das erste Mal, dass ein Start in Florida wegen schlechter Wetterbedingungen in Houston verlegt wurde. In den Gebieten, in denen vor dem Sturm gewarnt wurde, kam es zu Hamsterkäufen. In New Iberia wurden Geschäfte mit Werkzeug und Baumaterial leergekauft, und Läden in Lafayette meldeten ähnliche Engpässe.
An der Southern University wurden die Vorlesungen wegen Lili für vier Tage ausgesetzt, und an der University of South Alabama wurden wegen des Sturms zwei Sportwettbewerbe abgesagt.

## Auswirkungen
| Staat                            | Tote |
| -------------------------------- | ---- |
| Saint Vincent und die Grenadinen | 4    |
| Jamaika                          | 4    |
| Haiti                            | 4    |
| Kuba                             | 1    |
| Vereinigte Staaten               | 2    |
| Gesamt                           | 15   |

Hurrikan Lili war der folgenschwerste Sturm der atlantischen Hurrikansaison 2002, sowohl was Sachschäden als auch den Verlust von Menschenleben angeht. Auf den karibischen Inseln wurden insgesamt 13 Personen getötet und zwei weitere verloren in den Vereinigten Staaten durch Lili ihr Leben. Auf den Kleinen Antillen verursachte der Hurrikan schwere Ernteausfälle und vernichtete Vieh. Schäden an Gebäuden und andere Infrastruktur wurde auch aus weiteren Karibik-Staaten und den USA gemeldet.

### Kleine Antillen
Über die Kleinen Antillen zog Lili als tropischer Sturm hinweg; die Winde erreichten in der Regel nicht die Stärke eines Hurrikans, obwohl manche der Windböen die Marke von 119 km/h überschritten. Bis zu 120 mm Regen führte zu Erdrutschen. Die Winde deckten zahlreiche Häuser mit schlechten Dachkonstruktionen ab, der Großteil des Schadens betraf jedoch primär die Bananenernte.
Auf der Insel St. Lucia gingen mindestens drei Viertel der Bananenstauden verloren und hunderte von Wohnhäusern wurden durch den Sturm beschädigt. Die Versorgung mit Strom, Wasser und Telefon kam nahezu vollständig zum Erliegen und Entsorgungseinrichtungen wurden schwer beschädigt. Auf der Insel verloren vier Personen durch Lili ihr Leben und der Sachsachen lag den Schätzungen zufolge bei rund 20 Millionen US-Dollar
Mehr als 600 Häuser beschädigte der Sturm auf Barbados, mehr als die Hälfte des Baumbestandes wurde durch die Winde umgerissen. Ähnlich wie auf St. Lucia wurde auch hier die Bananenernte deutlich geschädigt. Das Strom- und Telefonnetz der Inselrepublik war ebenfalls gestört. Die Schäden auf Barbados beliefen sich auf annähernd 200.000 US-Dollar.
In Grenada wurden 14 Hausdächer beschädigt und ein weiteres wurde vollständig zerstört. Das Krankenhaus der Insel wurde in Mitleidenschaft gezogen und ein Dutzend Erdrutsche wurden gemeldet. Die Infrastruktur war auch beeinträchtigt, etwa drei Brücken in St. Patrick’s Parish, sieben Kläreinrichtungen und eine Trinkwasserversorgungsanlage. Zeitweise war die ganze Insel ohne elektrischen Strom; die Ausfälle wurden jedoch schnell beseitigt, da der Sturm das Leitungsnetz weniger stark in Mitleidenschaft zog.
Die Folgen für St. Vincent und die Grenadinen waren relativ deutlich, wenn man die anderen Inseln der Umgebung in Betracht zieht. Mehrere hundert Häuser und zwei Schulen fügte der Sturm Schaden zu und das Dach eines Polizeireviers wurde abgedeckt; am deutlichsten wirkte sich der Sturm allerdings in der Landwirtschaft aus. Insgesamt beliefen sich die Schäden auf der Inselgruppe auf 40 Millionen US-Dollar (2002).

### Haiti
Lili zog an der Küste von Haiti als ein sich auflösender tropischer Sturm vorbei. Der Sturm wirkte sich hier hauptsächlich durch Starkregen aus, der in der Nähe von Camp-Perrin mehr als 400 mm erreichte. Dadurch trat der Ravine du Sud River über seine Ufer und setzte Gebäude in der Stadt unter Wasser. Zwei Personen starben in Erdrutschen, die durch die Regenfälle in dem entwaldeten Hügelland Haitis ausgelöst wurden und zwei weitere ertranken in den Fluten um Camp-Perrin. Ebenfalls stark geschädigt wurden die Landwirtschaft, die Infrastruktur und mehr als 1700 Häuser – 240 davon wurden zerstört.

### Jamaika
Auf Jamaika hatte Lili noch als tropischer Sturm Auswirkungen. Einzelne Windböen erreichten 110 km/h und Niederschläge von fast 600 mm führten zu Schäden an Häusern, Versorgungseinrichtungen und in der Landwirtschaft.
Extrem schwere Niederschläge setzten die Insel unter Wasser. Im Cedar Valley wurde mit 565 mm Niederschlag die höchste Regenmenge gemessen – das ist mehr Regen, als in Teilen Deutschlands über das ganze Jahr verteilt fällt. Diese Wassermassen lösten auf der Insel Erdrutsche und Schlammlawinen aus, die zum Tod von vier Personen führten. Die Zuckerrohrernte wurde stark dezimiert. Für Jamaika ist dieses Produkt eines der wichtigsten Ausfuhrgüter. Die Überschwemmungen führten zu weitreichenden Problemen mit der Infrastruktur der Insel. Die Krankenhäuser der Insel wurden allesamt teilweise unter Wasser gesetzt und in drei davon verursachte der Sturm Bauwerksschäden. Sickergruben und andere Abwassereinrichtungen liefen über und verunreinigten dadurch Einrichtungen der Trinkwasserversorgung.

### Kuba
Lili überquerte die Isla de la Juventud als Kategorie-2-Hurrikan und gelangte am 1. Oktober auch in dieser Stärke in der Pinar del Rŕo über Land. Windgeschwindigkeiten von 180 km/h und Regenmengen von 150 mm verursachten verbreitet Schäden an Häusern, Betrieben und an der Ernte. Auf Kuba wurde durch den Sturm eine Person getötet.
Die Schäden an Gebäuden und anderen Bauwerken waren umfassend. Die Auswirkungen waren in den Provinzen Pinar del Río und La Habana am deutlichsten. Insgesamt wurden 48.000 Häuser beschädigt, 16.000 davon verloren ihre Dächer. Weniger stark betroffen war Sancti Spíritus, wo nur 945 Häuser beschädigt wurden. Die Provinzen im Osten der Insel, einschließlich Guantanamo verzeichneten ein ähnliches Schadensbild. In Teilen der westlichen Provinzen dauerte es Wochen, bis die Stromversorgung wieder funktionierte. Eine Folge davon war, dass Pumpen zur Förderung von Grundwasser außer Betrieb waren und einzelne Ortschaften mit Trinkwasser von außerhalb versorgt werden mussten. Der Anbau von Tabak und Reis wurde schwer geschädigt, aber der genaue Schaden durch Lili war schwer zu bestimmen, weil Isidore die Region nur eine Woche zuvor getroffen hatte.

### Louisiana

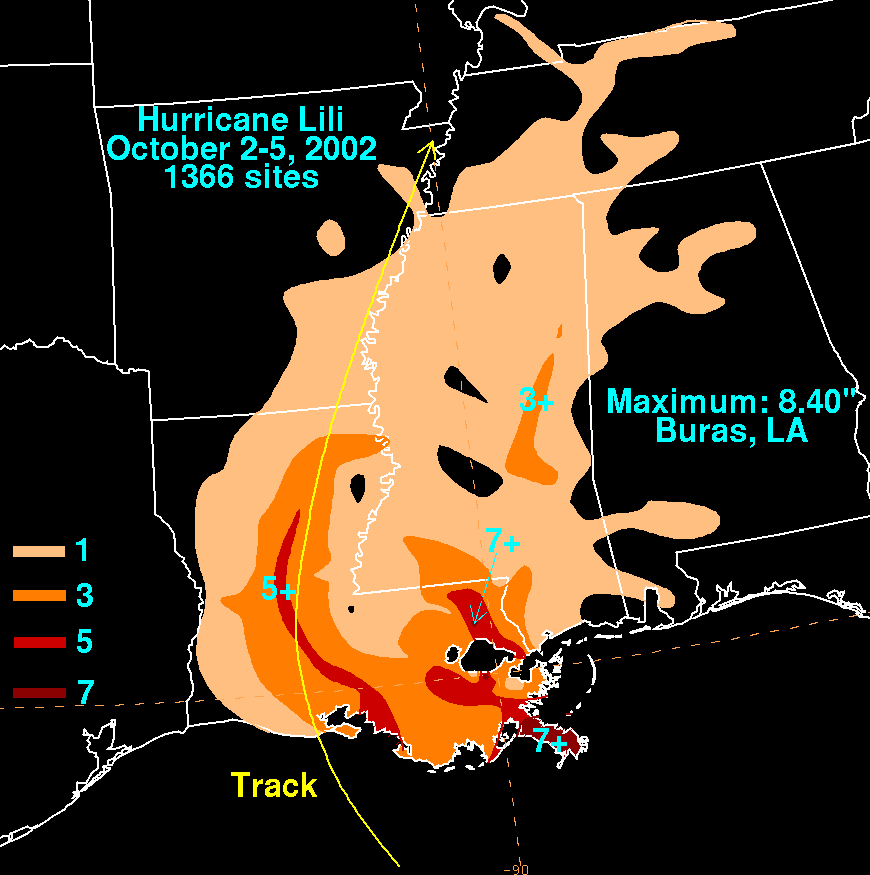
Kumulierte Niederschlagsmengen durch Lili in den Vereinigten Staaten.

Lili gelangte am Morgen des 3. Oktobers in der Nähe von Intracoastal City als sich schwacher Hurrikan der Kategorie 1 über Land. Der Wind erreichte in Böen Geschwindigkeiten von mehr als 195 km/h und die schweren Niederschläge summierten sich örtlich auf mehr als 150 mm. Die Sturmflut erreichte einen Stand von 3,7 m über dem Normalwert. Der Sachschaden in Louisiana betrug mehr als $860 Millionen US-Dollar. Zeitweilig war die Versorgung mit elektrischer Energie für mehr als 237.000 Einwohner unterbrochen und die Ölplattformen vor der Küste stellten für mehr als eine Wochen den Betrieb ein. Die Ernte wurde deutlich geschädigt, insbesondere Zuckerrohr; auf fast 175 Million US-Dollar beliefen sich die Ausfälle in der Landwirtschaft. In Louisiana wurden durch die frühzeitigen Warnungen und das relativ kompakte Windfeld niemand direkt getötet.
Am schwersten wurde Vermilion Parish getroffen. Windböen und Sturmflut verursachten größere Beschädigungen an nahezu 4000 Häusern. In Intracoastal City wurden zwanzig Gebäude eines Hubschrauberunternehmens zerstört. Eine Person starb nach dem Sturm und zwanzig wurden wegen Kohlenmonoxidvergiftungen hospitalisiert.

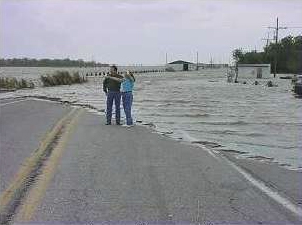
Überschwemmungen durch Lili an der Küste von Louisiana

Ebenfalls schwer getroffen wurde Acadia Parish. Hier erreichten die Windböen bis zu 175 km/h und der Hurrikan löste in diesem Parish fünf Tornados aus. In diesem Verwaltungsbezirk wurden mehrere tausend Häuser beschädigt und mehr als 2500 davon wiesen schwere Schäden auf. Der elektrische Strom fiel flächendeckend aus, zwei Personen wurden verletzt und eine weitere kam nach dem Sturm ums Leben. Der Sachschaden an den Schulen des Parishs belief sich auf rund 1,6 Millionen US-Dollar.

### Mississippi
Lilis äußere Regenbänder luden über Mississippi große Mengen Regen ab und die Windböen erreichten in dem Bundesstaat in der Stärke eines tropischen Sturmes. In Pascagoula wurden Windböen von 65 km/h gemessen und die höchste Niederschlagsmenge erhielt Picayune mit 105 mm. Vor allem im Süden von Mississippi traten vereinzelt örtliche Stromausfälle auf und die Schäden an Häusern und Infrastruktureinrichtungen beliefen sich in diesem Bundesstaat auf 30 Millionen US-Dollar (2002). Mississippi blieb von Personenschäden verschont.

### Arkansas
Lilis Resttief brachte schwere Niederschläge von bis zu 100 mm in den Südosten von Arkansas, bevor das System sich in der Nähe der Bundesstaatsgrenze zwischen Arkansas und Tennessee endgültig auflöst. Aus Arkansas wurden keine wesentlichen Schäden gemeldet.

## Folgen

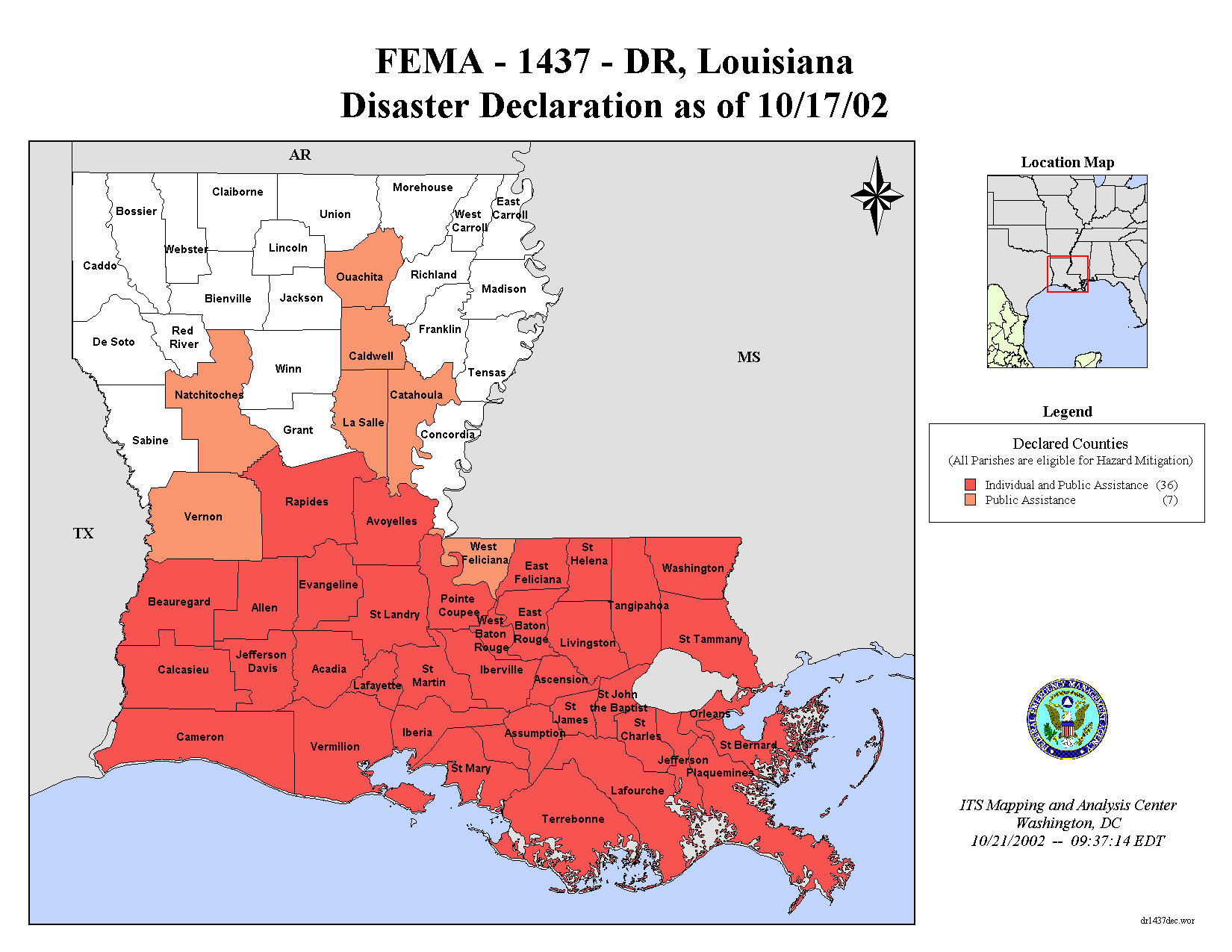
County in Louisiana, die durch
Präsident Bush zum Katastrophengebiet erklärt wurden.

Bei der FEMA wurden bis zum Stichtag mehr als 153.000 Anträge auf Zuschüsse zur Schadensbeseitigung eingereicht. Mehr als 311 Millionen US-Dollar an Bundeshilfen wurden in Louisiana ausgezahlt, wovon allerdings 50 Millionen US-Dollar nicht als Zuschuss, sondern in Form eines Darlehens mit niedrigen Zinsen gewährt wurden.
Mehr als eintausend Fachkräfte aus acht Bundesstaaten kamen in die am stärksten betroffenen Gebiete, um die Stromversorgung wiederherzustellen. Sieben Bundesstaaten schickten Baumchirurgen, um bei der Beseitigung umgestürzter Bäume von Versorgungsleitungen und Straßen zu helfen. Die FEMA gewährte dem bundesstaatlichen Energieversorgungsunternehmen SLEMCO einen Zuschuss von 8,6 Millionen US-Dollar, wodurch drei Viertel der Schäden am Netz der Elektrizitätsversorgung gedeckt wurden. Es dauerte vier Wochen, bis für alle Abnehmer die Versorgung mit elektrischer Energie wieder aufgenommen war.
Hurrikan Lili verursachte in den Marschen und auf den Barrierinseln in Louisiana deutliche Umweltschäden. Ein weitverbreitetes Fischsterben wurde in der Nähe seines Auftreffens auf die Küste und im Atchafalaya Swamp beobachtet. Die östlich davon gelegenen Inseln waren der stärksten Brandung ausgesetzt und demzufolge stark erodiert worden. Sand wurde hinter den Inseln in den brackigen Marschlandschaften abgelagert, wo er damit die Vegetation unter sich begrub. Die Marschgebiete wurden durch Wind und Sturmflut schwer beschädigt, mancherorts vollständig zerstört. Durch die Küstenerosion wurde eine Reihe neuer Verbindungen zwischen landeinwärts gelegenen Wasserflächen und dem Golf von Mexiko geschaffen, was die Lagunen noch stärker der Erosion aussetzte.

### Streichung des Namens
Der Name Lili wurde im Frühling 2003 wegen seiner destruktiven und tödlichen Auswirkungen in der Karibik von der Liste der Namen tropischer Wirbelstürme gestrichen und wird nie wieder im atlantischen Becken verwendet werden. Er wurde für die atlantische Hurrikansaison 2008 mit dem Namen Laura ersetzt, der sich durchsetzte gegen weitere Namensvorschläge wie Lucy und Lisette.